# Gustav Waagner
Gustav Waagner, maďarsky Waagner Gusztáv (26. května 1813 Krásný Les, Petrovice – 27. prosince 1891 Hampton, Virginie) byl český inženýr a vojenský důstojník, který v letech 1848-1849 bojoval na straně Maďarů v maďarské válce za nezávislost v hodnosti majora, v americké občanské válce sloužil jako major a poté jako plukovník.

## Život
Během maďarské války za nezávislost v letech 1848-1849 vedl v Banátu továrnu na dusičnany a střelivo a bojoval na straně Maďarů jako major dělostřelectva. Po porážce Maďarů doprovázel na válečné lodi „Mississippi“ Lajose Kossutha na jeho cestě do New Yorku, kam připluli na podzim roku 1851.
Lajos Kossuth opustil Ameriku dne 14. července 1852. V New Yorku se ale rozběhla maďarská výroba munice (v několika etapách v letech 1852-1959), tento závod řídil Gustav Waagner. Amerika byla zaneprázdněna i svými vlastními politickými problémy, hrozil jí i vnitřní konflikt, v roce 1861 začala americká občanská válka. Gustav Waagner jako kvalifikovaný inženýr zastával nejprve funkci majora a později plukovníka v armádě USA.. Pod velením generála George B. McClellana řídil výcvik rekrutů a navrhoval opevnění. Generál McClellan byl spokojen s opevněním, které Waagner navrhl. Poté sloužil jako šéf dělostřelectva pro Southeast Missouri District. Získal několik řádů v divizi Ulyssese S. Granta (1822-1885). Dne 2. září 1861 ho Grant poslal do Belmontu (Missouri) se 600 vojáky, aby zničil jižní opevnění. V dopise psaném generálu Johnu C. Frémontovi dne 6. září 1861 Grant ocenil Waagnerovy vojenské úspěchy. V září 1861 byl Gustav Waagner přidělen jinam a Grant ve svém dopise Frémontovi z 22. září 1861 napsal, že Waagnerovy dovednosti a schopnosti jsou velkou pomocí, zejména v průzkumných službách, a že bude chybět. Dne 5. března 1862 byl Gustav Waagner jmenován podplukovníkem těžkého dělostřeleckého pluku č. 2 a o 9 dní později plukovníkem. Z neznámého důvodu byl dne 26. srpna 1862 vyřazen z armády.